# The Girls of Eastleighwood
|  | Denne artikel er oprettet af botten Steenthbot ud fra en ekstern database. Den kan derfor have sproglige fejl eller mangler. Denne skabelon kan fjernes efter kontrol af indholdet. |

The Girls of Eastleighwood er en dansk dokumentarfilm fra 2016 instrueret af Anders Bobek og Kenneth Sebastian Mølholt.